# Tarascon-sur-Ariège
Tarascon-sur-Ariège – miejscowość i gmina we Francji, w regionie Oksytania, w departamencie Ariège.
Według danych na rok 2010 gminę zamieszkiwało 3 536 osób, a gęstość zaludnienia wynosiła 408 osób/km².

## Współpraca
- Berga, Hiszpania
- Monção, Portugalia
- Morsano al Tagliamento, Włochy